# Halophylus
Halophylus is een geslacht van wantsen uit de familie van de Miridae (Blindwantsen). Het geslacht werd voor het eerst wetenschappelijk beschreven door Schuh & Schwartz in 2016.

## Soorten
Het genus bevat de volgende soorten:

- Halophylus atriplicis Schuh & Schwartz, 2016
- Halophylus chenopodus Schuh & Schwartz, 2016
- Halophylus maireani Schuh & Schwartz, 2016
- Halophylus rhagodii Schuh & Schwartz, 2016
- Halophylus salsoli Schuh & Schwartz, 2016
- Halophylus tecticornii Schuh & Schwartz, 2016